# Moonlight in Havana
Moonlight in Havana is een Amerikaanse filmkomedie uit 1942 onder regie van Anthony Mann.

## Verhaal
Johnny Norton is de sterspeler van een honkbalploeg, maar hij wordt geschorst vanwege zijn ongehoorzaamheid. Als de producent Barney Crane hem hoort zingen, neemt hij hem in dienst om samen met Gloria Jackson op te treden. Hun eerste concert vindt plaats in Havana. 

## Rolverdeling
| Acteur          | Personage      |
| --------------- | -------------- |
| Allan Jones     | Johnny Norton  |
| Jane Frazee     | Gloria Jackson |
| Marjorie Lord   | Patsy Clark    |
| William Frawley | Barney Crane   |
| Don Terry       | Eddie Daniels  |
| Sergio Orta     | Martinez       |
| Wade Boteler    | Joe Clark      |
| Hugh O'Connell  | Charlie        |
| Jack Norton     | George         |